# Visma–Lease a Bike
Visma–Lease a Bike (cod UCI: TVL) este o echipă profesionistă neerlandeză de ciclism, succesoare a fostei Rabobank. Echipa este formată din patru secții: ProTeam (echipa UCI WorldTeam), UCI Women's Team, Continental (o echipă de talente care concurează în UCI Europe Tour) și Ciclo-cross.
Echipa de ciclism a fost înființată pentru sezonul 1984 sub numele Kwantum–Decosol, condusă de Jan Raas, cu cicliști proveniți în mare parte de la echipa de ciclism TI-Raleigh. Cu Raas ca director sportiv din 1985 încoace, sponsorul principal a fost succedat de Superconfex, Buckler, WordPerfect și, respectiv, Novell, înainte ca Raas să semneze un contract cu Rabobank, o asociație neerlandeză de cooperative de credit, în 1996. După ce sponsorizarea Rabobank s-a încheiat în 2012, echipa a fost cunoscută sub numele de Blanco, Belkin, Lotto-Jumbo și, în cele din urmă, Jumbo-Visma.
Din 1984, echipa a participat la fiecare Tur al Franței și, de la introducerea diviziilor în 1998, echipa a fost întotdeauna în prima divizie. O investigație din 2012 a ziarului olandez de Volkskrant a concluzionat că dopajul a fost cel puțin tolerat, de la începuturile echipei în 1996 sub numele de Rabobank până cel puțin în 2007.